# The Uptown Residences
The Uptown Residences ist ein hohes Wohngebäude mit rund 158 Metern in Toronto, Ontario, Kanada. Das Gebäude befindet sich in der 35 Balmuto Street, südlich der Bloor Street. Es wurde von der Pemberton Group gebaut und von Burka Varacalli Architects entworfen. Es verfügt über 305 Wohneinheiten auf 48 Etagen. Die Fassadenfarbe wurde hellgrau und postmodern gestaltet.
Neben den Eigentumswohnungen befinden sich ein Fitnessstudio und Wellnesseinrichtungen, ein virtueller Golfraum sowie Veranstaltungs- und Partyräume in dem Gebäude.